# Thetis Voulas
ASP Thetis Voulas (grekiska: Α.Σ.Π. Θέτις Βούλας) är en volleybollklubb (damer) från Voúla, Grekland. Klubben grundades 2000 och har spelat i Volley League (högsta serien) sedan säsongen 2018/2019. Klubben har sedan dess tillhört de bättre lagen. Klubben deltog i CEV Challenge Cup 2021–2022 där de genom en seger VKP Bratislava nådde sextondelsfinal. Där förlorade de mot Pallavolo Scandicci Savino Del Bene, som senare skulle vinna hela turneringen.